# Birinci Lig 1961/62
Die Birinci Lig 1961/62 war die 7. Saison der höchsten zyperntürkischen Spielklasse im Männerfußball.
Çetinkaya TSK konnte seinen Titel erneut erfolgreich verteidigen und sicherte sich die dritte Meisterschaft in Serie. Es gab keine Absteiger, da die Liga zur nächsten Saison auf 10 Mannschaften erweitert wurde.

## Abschlusstabelle
| Pl. | Verein                 | Sp. | S  | U | N  | Tore    | Diff. | Punkte |
| --- | ---------------------- | --- | -- | - | -- | ------- | ----- | ------ |
| 1.  | Çetinkaya TSK (M)      | 16  | 11 | 3 | 2  | 043:150 | +28   | 25:70  |
| 2.  | Doğan Türk Birliği SK  | 16  | 9  | 4 | 3  | 030:120 | +18   | 22:10  |
| 3.  | Yenicami Ağdelen       | 16  | 9  | 3 | 4  | 044:340 | +10   | 21:11  |
| 4.  | Gençlik Gücü TSK       | 16  | 8  | 3 | 5  | 034:210 | +13   | 19:13  |
| 5.  | Mağusa Türk Gücü       | 16  | 5  | 3 | 8  | 030:380 | −8    | 13:19  |
| 6.  | Türk Ocağı Limasol     | 16  | 4  | 4 | 8  | 032:340 | −2    | 12:20  |
| 7.  | Iskele Gençler Birligi | 16  | 5  | 2 | 9  | 029:430 | −14   | 12:20  |
| 8.  | Küçük Kaymaklı TSK     | 16  | 3  | 5 | 8  | 024:540 | −30   | 11:21  |
| 9.  | Baf Ülkü Yurdu (N)     | 16  | 4  | 1 | 11 | 025:400 | −15   | 09:23  |

| (M) | amtierender Meister           |
| (N) | Aufsteiger der letzten Saison |